# Verkiezingen voor het Europees Parlement 2024/Kandidatenlijst/Partij voor de Dieren
De kandidatenlijst voor de Europese Parlementsverkiezingen 2024 in Nederland van de lijst Partij voor de Dieren (lijstnummer 6) is na controle door de Kiesraad als volgt vastgesteld:
- vet: verkozen
- schuin: voorkeurdrempel overschreden

1. Hazekamp,  A.A.H. (Anja),  Etterbeek (BE) - 157.049 stemmen
2. Wassenberg,  F.P. (Frank),  Geleen - 11.246
3. Ligthart,  M.E.  (Mandy),  Antwerpen (BE) - 11.769
4. van Lammeren,  J.F.W.  (Johnas),  Amersfoort - 3.592
5. Putman,  N.H.M.  (Ellen),  Rijsbergen - 10.009
6. van Langen,  R.J.  (Ronan),  Groningen - 10.448
7. de Hoogh,  V.  (Vivian),  Breda - 10.429
8. Pechler,  W.I.  (Wesley),  Groningen - 1.308
9. Tiggelman,  K.  (Kelli),  Ede - 2.393
10. Kraidy,  W.M.N.  (Wouter),  Gouda - 1.206
11. Dicke,  I.M.  (Iris),  Amsterdam - 8.257
12. Vaessen,  J.E.  (Jules),  Maastricht - 1.169
13. Luijendijk,  J.  (Jesse),  Almere - 845
14. Batteau,  J.M.  (Jesseka),  Woudenberg - 2.112
15. Janssens,  T.A.O.  (Trees),  Middelburg - 1.263
16. Peeks,  S.J.  (Siska),  Assen - 1.420
17. Pınar,  K.  (Kıvılcım),  Alkmaar - 3.930
18. van Viegen,  A.H.K.  (Carla),  Pijnacker - 1.069
19. Dick,  N.  (Nicole),  's-Gravenhage - 1.514
20. Lu,  H.E.  (Erik),  Arnhem - 1.124
21. Markandu,  G.  (Gaby),  Zwolle - 7.644
22. Minnaert,  X.D.E.  (Xenia),  Utrecht - 5.237
23. Weitering,  K.  (Kirsten),  Rotterdam - 2.490
24. Zandwijken,  Y.X.  (Yuri),  Haarlem - 714
25. van Gemeren,  C.G.B.  (Charlotte),  Leiden - 1.229
26. van Hoek,  E.J.  (Ewout),  Tilburg - 1.053
27. van Lubek,  N.M.  (Nayra),  Amersfoort - 905
28. Muller,  M.  (Merel),  Almelo - 1.766
29. Feij,  T.  (Tim),  Maastricht - 394
30. Miedema,  E.M.F.F.  (Elsa),  's-Gravenhage - 541
31. Brunninkhuis,  N.  (Niek),  Rheden - 279
32. Koop,  R.  (Ronnie),  Dokkum - 575
33. Groenewegen,  E.  (Esther),  Lievelde - 972
34. Scheijde,  E.F.  (Erwin),  Alphen aan den Rijn - 314
35. Loonstra,  O.  (Onno),  Ie - 182
36. Stok,  B.I. (Barbara),  Groningen - 2.084
37. Akerboom,  E.S. (Eva),  Lisse - 626
38. van Esch,  E.M. (Eva),  Utrecht - 880
39. Teunissen,  C. (Christine),  's-Gravenhage - 762
40. Kostić,  I. (Ines),  Hilversum - 2.544
41. Ouwehand,  E. (Esther),  's-Gravenhage - 8.257

GROENLINKS / Partij van de Arbeid (PvdA) ·
VVD · 
CDA - Europese Volkspartij · 
Forum voor Democratie ·
D66 ·
Partij voor de Dieren ·
50PLUS ·
PVV (Partij voor de Vrijheid) ·
JA21 ·
NL PLAN EU  ·
ChristenUnie ·
Staatkundig Gereformeerde Partij (SGP) ·
BBB ·
Meer Directe Democratie ·
SP (Socialistische Partij) ·
vandeRegio ·
Volt Nederland ·
Belang Van Nederland (BVNL) ·
NSC ·
Piratenpartij - De Groenen ·